# Siliquamomum tonkinense
Siliquamomum tonkinense – gatunek bylin z rodziny imbirowatych (Zingiberaceae) reprezentujący monotypowy rodzaj Siliquamomum. Gatunek występuje w gestych lasach w górskich dolinach w Azji (południowo-wschodni Junnan i północny Wietnam).

## Morfologia
PokrójRoślina zielna, kłączowa z prosto wzniesionymi nibyłodygami osiągającymi do 2 m wysokości, utworzonymi z pochew liściowych. Liście zwykle 3, o blaszce lancetowatej lub owalnie lancetowatej.
KwiatyZebrane po kilka w luźne, rozgałęzione kwiatostany szczytowe. Kielich rurkowato-dzwonkowaty, z trzema lub dwoma ząbkami na szczycie, rozcięty z jednej strony. Korona cylindryczna, utworzona z trzech wąskich płatków, z których środkowy jest większy od bocznych. Warżka powstająca z prątniczków okazała, odwrotnie jajowata. Pręcik płodny o nitce krótkiej, pylnik równowąski. Słupek z trójkomorową u nasady i jednokomorową w góenwj części zalążnią.
OwocTorebka cylindryczna ze zgrubieniami.

## Systematyka
Gatunek reprezentuje monotypowy rodzaj Siliquamomum Baillon, Bull. Mens. Soc. Linn. Paris 2: 1193. 5 Jun 1895. Należy do podrodziny Alpinioideae Link z rodziny imbirowatych (Zingiberaceae) będącej kladem siostrzanym rodziny kostowcowatych Costaceae. Wraz z nią należy do rzędu imbirowców (Zingiberales) reprezentującego jednoliścienne (monocots) w obrębie roślin okrytonasiennych.